# خورخي كاماتشو (رسام)
خورخي كاماتشو هو رسام كوبي، ولد في 5 يناير 1934 في هافانا في كوبا، وتوفي في 30 مارس 2011 في باريس في فرنسا.